# Heimolen (plaats)
Heimolen is een gehucht  in het zuiden van de gemeente Bergen op Zoom, Nederlandse provincie Noord-Brabant.
Heimolen was voor 1997 een deel van de gemeente Woensdrecht.
Er is agrarische bedrijvigheid, een camping en tot 2013 een vestiging van TNO waar men zich bezighield met onderzoek aan explosieve en energetische materialen. Deze vestiging was gelegen op het terrein van het vroegere Franerex.

## Windmolen
De plaats is vernoemd naar de standerdmolen die hier in 1649 werd gebouwd in opdracht van Maria Elisabeth II van den Bergh, de markiezin van Bergen op Zoom. Het was een banmolen voor de bewoners van Zuidgeest, Borgvliet en Woensdrecht. Deze molen brandde af in 1675. Ze werd echter herbouwd en heeft als banmolen dienstgedaan tot 1792. Toen werd het systeem van banmolens afgeschaft en de molen raakte geleidelijk in verval.
Onderdelen van de molen zijn gebruikt voor de bouw van de ronde stenen molen De Twee Vrienden, die in 1890 enige kilometers noordelijker werd gebouwd te Nieuw-Borgvliet, op het grondgebied van Bergen op Zoom.